# Nilo Peçanha
Nilo Peçanha (ur. 2 października 1867 w Campos dos Goytacazes, zm. 31 marca 1924 w Rio de Janeiro) – brazylijski polityk, w latach 1906-1909 wiceprezydent, a od 14 czerwca 1909 do 15 listopada 1910 – 7. Prezydent Brazylii.
Był adwokatem, a od lat 90. XIX wieku czynnym politykiem. W 1906 został wiceprezydentem u boku prezydenta Afonso Peny, a po jego śmierci objął ten urząd do czasu kolejnych wyborów.